# عبد الله علي الجشي
عبد الله علي الجشي، هو أبو قطيف عبد الله علي حسن محمد علي محمد يوسف محمد علي ناصر الجشي (من مواليد 27 كانون الثاني/يناير 1924 في قلعة القطيف شرق المملكة العربية السعودية وتوفيّ في 09 آذار/مارس 2008) هوَ أديب وشاعر وكاتب وصحفي ومؤرخ وشخصية بارزة من أعيانِ القطيف.

## الحياة المُبكّرة والتعليم
عبد الله الجشي هو ابنُ ملكة بنت الشيخ علي الحكاك التي تعودُ أصولها لدولة العراق؛ أما زوجته فهي أنيسة بنت عبد الجليل الحكاك وهي ابنة خالته. أعقبَ من الأولاد نجله قطيف (1976) ويمامة (1979). يقولُ علي إنّ نصفه من القطيف ونصفه من العراق فوالده وأعمامه من القطيف وأمه وزوجته وأخواله من العراق وقد قضى نصف عمره في العراق والنصف الآخر في القطيف. 
أتمَّ تعليمه في العشرين من عمره وتفرّغ للأدب والشعر والتاريخ والصحافة وعمل في الوظائف الحكومية كمدير لإدارة القضايا بوزارة العمل؛ كما مارس التجارة لفترة قصيرة حين افتَتح متجرًا سمّاهُ «الفجر الجديد» لبيع الأغذية والصحف. شاركَ عبد الله علي في إنشاء مؤسسات تعليمية وخيرية وتجارية كما شارك في تحرير عددٍ من الصحف الخليجية والعراقية والتي نشرت الكثير من شعره وأبحاثه الأدبية والتاريخية فيها.

## جهوده
- شارك في الكثير من المشروعات العلمية والعملية بالأحساء والقطيف، حيث أسس أول مكتبة عامة فيها سنة 1374هـ/1955م.
- أُنتدب سنة 1380هـ/1960م للمشاركة في تأسيس وزارة العمل التي عمل بها حتى سنة 1384هـ/1964م حيث عمل مديراً لمكتب المدير العام للعمل
- التقى بكثير من أدباء نجد كعبدالله بن خميس، وحمد الجاسر، وقد رثى الأخير بقصيدةٍ حزينة، وفي الحجاز تعرف على الأديب محمد سرور الصبان.[1]

## قائمة مؤلّفاته
- الحب للأرض والإنسان (ديوان شعر)
- قطرات ضوء (رباعيات)
- غزل (ديوان شعر)
- شراع على السراب (ملحمة)
- بحوث تاريخية
- الدولة القرمطية في البحرين
- تاريخ النفط في العالم قبل عام (1858).
- مذكرات شاعر (مخطوط)

## وفاته
تُوفيّ عبد الله علي الجشي بعد معاناةٍ طويلة مع المرض إثر جلطة دماغية بقي فيها طريحًا على فراش مستشفى الملك فهد التخصصي بالدمام مدة ستة أشهر. نعتهُ وزارة الثقافة والأعلام في الصحف السعودية ووصفته «بالشاعر الكبير» و«أحد أعمدة الأعلام الفكرية في المنطقة الشرقية»، كما نعاه الكاتب والناقد محمد العلي بأنّهُ عاش في غربةٍ لأنه كان تيارًا وحده. بعد مرور 40 يومًا على وفاته؛ أُقيم له احتفال تأبيني حاشد بالقطيف تبارى فيه العلماء والأدباء بالأشادة بمناقبه الوطنية والأدبية والثقافية.

## وصلات خارجية
- عبد الله الجشي.. ضمير الثقافة الناطق وبلبل الشعر الصادح.
- عبد الله الجشي.. عمر من الإبداع استحق التكريم.